# Розенбергер Давид Генріхович
Давид Генріхович Розенбергер (1896, село Нідермонжу Новоузенського повіту Самарської губернії, тепер село Бобровка Марксовського району Саратовської області, Російська Федерація — ?) — радянський діяч, голова Центрального виконавчого комітету АРСР Німців Поволжя. Депутат Верховної Ради СРСР 1-го скликання (1937—1938).

## Біографія
Народився в селянській родині. Закінчив церковноприходську школу. Трудову діяльність розпочав з восьмирічного віку в господарстві свого батька, де працював до 1919 року.
У 1920 році — член Нідермонзької сільської ради і одночасно голова комітету бідноти. До 1923 року працював наймитом у заможних господарів.
У 1923—1925 роках — слухач Покровської школи радянського і партійного будівництва ІІ-го ступеня.
Член РКП(б) з 1924 року.
У 1925—1926 роках — інструктор з партійної агітації виконавчого комітету Маріентальскої кантонної ради АРСР Німців Поволжя. З 1926 по вересень 1928 року — голова кредитного товариства села Нахой АРСР Німців Поволжя.
З вересня 1928 по липень 1929 року — слухач річних курсів із підготовки колгоспно-кооперативних працівників при ЦК ВКП(б) в Москві.
З липня 1929 по 1930 рік — відповідальний секретар Зельманського кантонного комітету ВКП(б) АРСР Німців Поволжя.
У 1930—1932 роках — завідувач організаційного відділу Палласовського кантонного комітету ВКП(б) АРСР Німців Поволжя.
У 1932—1933 роках працював у Ленінградському німецькому педагогічному технікумі.
У 1933—1934 роках — голова робітничого комітету в радгоспі № 103 Марієнтальського кантону АРСР Німців Поволжя.
У 1934—1937 роках — голова виконавчого комітету Федорівської кантонної ради АРСР Німців Поволжя; голова виконавчого комітету Гнаденфлюрської кантонної ради АРСР Німців Поволжя.
У травні — вересні 1937 року — 1-й секретар Гнаденфлюрського кантонного комітету ВКП(б) АРСР Німців Поволжя.
15 серпня 1937 — 25 липня 1938 року — голова Центрального виконавчого комітету АРСР Німців Поволжя.
У липня 1938 рішенням ЦК ВКП(б) знятий з посади голови ЦВК АРСР Німців Поволжя. Заарештований органами НКВС, репресований.
Подальша доля невідома.